# Itsasondo
Itsasondo település Spanyolországban, Gipuzkoa tartományban. Itsasondo Ordizia, Beasain, Beizama, Bidania-Goiatz, Legorreta, Altzaga és Arama községekkel határos. Lakosainak száma 670 fő (2024).

## Népesség
A település népessége az utóbbi években az alábbiak szerint változott:
| Lakosok száma | 581  | 554  | 591  | 649  | 663  | 666  | 658  | 658  | 658  | 670  |
|               | 2001 | 2004 | 2006 | 2009 | 2011 | 2014 | 2016 | 2019 | 2021 | 2024 |